# More stars
More stars, ook uitgebracht onder de naam Stars on 45 volume 2, is een medley van Stars on 45 uit 1981. Het was de tweede hit die Jaap Eggermont in dit project uitbracht. De 7" single is samengesteld uit nummers van de Zweedse band ABBA, de stemmen van Agnetha en Anni-Frid worden nagezongen door Claudia Hoogendoorn. Deze nummers vormen het laatste gedeelte van de 12" single waar ze voorafgegaan worden door nummers van andere artiesten, zoals The Temptations, The Rubettes, America, The Mamas and the Papas en anderen.
De single werd uitgeroepen tot Alarmschijf in 1981 en bereikte een plaats bij de beste vier in Nederland, België, het Verenigd Koninkrijk, Duitsland, Zwitserland en Oostenrijk.

## Samenstelling
| Lied                      | 7" single | 12" single |
| ------------------------- | --------- | ---------- |
| Stars on 45 (2)           | -         | 0:40       |
| Papa was a rolling stone  | -         | 1:07       |
| Dance to the music        | -         | 0:23       |
| Sugar baby love           | -         | 0:16       |
| Papa was a rolling stone  | -         | 0:28       |
| Let's go to San Francisco | -         | 0:05       |
| A horse with no name      | -         | 0:19       |
| Monday, Monday            | -         | 0:15       |
| San Francisco             | -         | 0:17       |
| California dreamin'       | -         | 0:33       |
| Eve of destruction        | -         | 0:35       |
| Tears of a clown          | -         | 0:15       |
| Stop! In the name of love | -         | 0:16       |
| Cracklin' Rosie           | -         | 0:15       |
| Do-wah-diddy-diddy        | -         | 0:10       |
| A lover's concerto        | -         | 0:14       |
| Reach out I'll be there   | -         | 0:16       |
| The sound of silence      | -         | 0:31       |
| Stars on 45 (2)           | 0:34      | 0:30       |
| Voulez-vous               | 0:27      | 0:35       |
| S.O.S.                    | 0:22      | 0:31       |
| Bang a boomerang          | 0:17      | 0:17       |
| Money, money, money       | 0:28      | 0:28       |
| Knowing me, knowing you   | 0:28      | 0:26       |
| Fernando                  | 0:19      | 0:22       |
| The winner takes it all   | 0:49      | 0:49       |
| Super trouper             | 0:16      | 0:16       |
| Stars on 45 (2)           | 0:25      | 0:59       |
| Totale duur               | 4:40      | 11:53      |

## Hitnoteringen

### Nederland en België
| Nederlandse Top 40: 28-07-1981 t/m 12-09-1981 | Nederlandse Top 40: 28-07-1981 t/m 12-09-1981 | Nederlandse Top 40: 28-07-1981 t/m 12-09-1981 | Nederlandse Top 40: 28-07-1981 t/m 12-09-1981 | Nederlandse Top 40: 28-07-1981 t/m 12-09-1981 | Nederlandse Top 40: 28-07-1981 t/m 12-09-1981 | Nederlandse Top 40: 28-07-1981 t/m 12-09-1981 | Nederlandse Top 40: 28-07-1981 t/m 12-09-1981 | Nederlandse Top 40: 28-07-1981 t/m 12-09-1981 | Nederlandse Top 40: 28-07-1981 t/m 12-09-1981 | Nederlandse Top 40: 28-07-1981 t/m 12-09-1981 |
| Week:                                         | 1                                             | 2                                             | 3                                             | 4                                             | 5                                             | 6                                             | 7                                             | 8                                             | 9                                             |                                               |
| --------------------------------------------- | --------------------------------------------- | --------------------------------------------- | --------------------------------------------- | --------------------------------------------- | --------------------------------------------- | --------------------------------------------- | --------------------------------------------- | --------------------------------------------- | --------------------------------------------- | --------------------------------------------- |
| Positie                                       | 19                                            | 9                                             | 5                                             | 4                                             | 4                                             | 6                                             | 11                                            | 22                                            | 33                                            | uit                                           |

| Nederlandse Nationale Hitparade: 25-07-1981 t/m 26-09-1981 | Nederlandse Nationale Hitparade: 25-07-1981 t/m 26-09-1981 | Nederlandse Nationale Hitparade: 25-07-1981 t/m 26-09-1981 | Nederlandse Nationale Hitparade: 25-07-1981 t/m 26-09-1981 | Nederlandse Nationale Hitparade: 25-07-1981 t/m 26-09-1981 | Nederlandse Nationale Hitparade: 25-07-1981 t/m 26-09-1981 | Nederlandse Nationale Hitparade: 25-07-1981 t/m 26-09-1981 | Nederlandse Nationale Hitparade: 25-07-1981 t/m 26-09-1981 | Nederlandse Nationale Hitparade: 25-07-1981 t/m 26-09-1981 | Nederlandse Nationale Hitparade: 25-07-1981 t/m 26-09-1981 | Nederlandse Nationale Hitparade: 25-07-1981 t/m 26-09-1981 | Nederlandse Nationale Hitparade: 25-07-1981 t/m 26-09-1981 |
| Week:                                                      | 1                                                          | 2                                                          | 3                                                          | 4                                                          | 5                                                          | 6                                                          | 7                                                          | 8                                                          | 9                                                          | 10                                                         |                                                            |
| ---------------------------------------------------------- | ---------------------------------------------------------- | ---------------------------------------------------------- | ---------------------------------------------------------- | ---------------------------------------------------------- | ---------------------------------------------------------- | ---------------------------------------------------------- | ---------------------------------------------------------- | ---------------------------------------------------------- | ---------------------------------------------------------- | ---------------------------------------------------------- | ---------------------------------------------------------- |
| Positie:                                                   | 18                                                         | 3                                                          | 3                                                          | 4                                                          | 6                                                          | 15                                                         | 17                                                         | 19                                                         | 36                                                         | 50                                                         | uit                                                        |

| Vlaamse Top 30: 18-07-1981 t/m 03-10-1981 | Vlaamse Top 30: 18-07-1981 t/m 03-10-1981 | Vlaamse Top 30: 18-07-1981 t/m 03-10-1981 | Vlaamse Top 30: 18-07-1981 t/m 03-10-1981 | Vlaamse Top 30: 18-07-1981 t/m 03-10-1981 | Vlaamse Top 30: 18-07-1981 t/m 03-10-1981 | Vlaamse Top 30: 18-07-1981 t/m 03-10-1981 | Vlaamse Top 30: 18-07-1981 t/m 03-10-1981 | Vlaamse Top 30: 18-07-1981 t/m 03-10-1981 | Vlaamse Top 30: 18-07-1981 t/m 03-10-1981 | Vlaamse Top 30: 18-07-1981 t/m 03-10-1981 | Vlaamse Top 30: 18-07-1981 t/m 03-10-1981 | Vlaamse Top 30: 18-07-1981 t/m 03-10-1981 | Vlaamse Top 30: 18-07-1981 t/m 03-10-1981 |
| Week:                                     | 1                                         | 2                                         | 3                                         | 4                                         | 5                                         | 6                                         | 7                                         | 8                                         | 9                                         | 10                                        | 11                                        | 12                                        |                                           |
| ----------------------------------------- | ----------------------------------------- | ----------------------------------------- | ----------------------------------------- | ----------------------------------------- | ----------------------------------------- | ----------------------------------------- | ----------------------------------------- | ----------------------------------------- | ----------------------------------------- | ----------------------------------------- | ----------------------------------------- | ----------------------------------------- | ----------------------------------------- |
| Positie:                                  | 29                                        | 16                                        | 7                                         | 5                                         | 3                                         | 3                                         | 4                                         | 5                                         | 7                                         | 15                                        | 23                                        | 31                                        | uit                                       |

### Noteringen in andere landen
| Land                   | pieknotering | aantal weken |
| ---------------------- | ------------ | ------------ |
| Zwitserland            | 1            | 9            |
| Duitsland              | 2            | 18           |
| Verenigd Koninkrijk    | 2            | ?            |
| Ierland                | 3            | 7            |
| Oostenrijk             | 4            | 14           |
| Zweden                 | 12           | 2            |
| VS (Billboard Hot 100) | 67           | 6            |